# Lisette Delepierre
Elisabeth (Lisette) Delepierre, geboren als Elisabeth Quermia (Kessel-Lo, 13 april 1932 - 12 oktober 1982) was een Belgisch senator.

## Levensloop
Delepierre werd nationaal secretaris van de Socialistische Vooruitziende Vrouwen.
Namens de BSP en later de SP werd zij verkozen tot gemeenteraadslid van Wilsele, waar ze van 1971 tot 1976 schepen was. Nadat Wilsele bij de fusies van 1976 opging in Leuven, was ze daar van 1977 tot aan haar overlijden in 1982 gemeenteraadslid.
Van 1974 tot 1977 zetelde ze tevens namens het arrondissement Leuven in de Belgische Senaat. In de periode april 1974-april 1977 had ze als gevolg van het toen bestaande dubbelmandaat ook zitting in de Cultuurraad voor de Nederlandse Cultuurgemeenschap, die op 7 december 1971 werd geïnstalleerd en de verre voorloper is van het Vlaams Parlement.